# Маунт-Синай
Маунт-Синай (англ. Mount Sinai Hospital) — медичний комплекс у Нью-Йорку, один із найстаріших і найбільших у США.

## Історія
Установа заснована у 1852 році Сампсоном Сімпсоном. Госпіталь був заснований як лікувальна установа, призначена забезпечити медичні потреби зростаючого єврейського населення. Відкрито для відвідування 5 червня 1855 року. Після початку бойових дій туди надходили поранені з фронтів громадянської війни. У 1872 році установа перемістилася на Лексінгтон-авеню, між 66-ю і 67-ю вулицею.
Серед відомих медиків, які працювали в цій установі, — Генрі Гайнеман, Фредерік Мандельбаум, Чарльз Ельсберг, Емануель Лібман, Авраам Якобі.
Протягом XX століття підготовкою персоналу займався коледж Mount Sinai Hospital School of Nursing, що випустив близько 5 тис. фахівців. Важливу роль у підготовці лікувального персоналу відіграв коледж Маунт-Синай у роки Другої світової війни.
У 1963 році була заснована Школа медицини Маунт-Синай. У 1974 році був створений Центр здоров'я підлітків. У 1982 році створено факультет з геріатрії — перший подібний серед американських медустанов. У 1992 році створено факультет з генетики людини.

## Нагороди
У 2017—2018 роках лікарня Маунт-Синай була визнана в US News & World Report, як 18-та найкраща лікарня серед близько 5000 лікарень США з 10 національними спеціальностями, серед яких кардіологія і кардіохірургія (9), ендокринологія (19), гастроентерологія (8), геріатрія (3), гінекологія (23), нефрологія (10), неврологія і нейрохірургія (16). Крім того, лікарня Маунт-Синай зайняла друге місце в Нью-Йорку.

## Цікаві факти
У госпіталі Маунт-Синай з інтервалом у 14 місяців закінчили свій життєвий шлях два великих шахісти, чемпіони світу Емануїл Ласкер і Хосе Рауль Капабланка.
Також у цьому госпіталі в 1974 році померла відома модельєрка Анна Кляйн.